# Pyramica hyphata
Pyramica hyphata är en myrart som först beskrevs av Brown 1953.  Pyramica hyphata ingår i släktet Pyramica och familjen myror. Inga underarter finns listade i Catalogue of Life.